# Jämtkantlav
Jämtkantlav (Lecanora retracta) är en lavart som beskrevs av Hugo Magnusson. Jämtkantlav ingår i släktet Lecanora, och familjen Lecanoraceae. Enligt den svenska rödlistan är arten otillräckligt studerad i Sverige.

## Beskrivning
Jämtlaven är en skorplav som har vit, sprickig bål, med bruna till svartbruna apothecier som varierar mellan sittande och platta med tjock kant och välvda och kantlösa. Den liknar andra arter i släktet Lecanora men kännetecknas av den välutvecklade vita bålen, av livsmiljön och av att den reagerar negativt på reagenset kaliumhydroxid (K-).

## Utbredning och habitat
Arten är i hela världen endast känd från en enda lokal i Jämtland, där den upptäcktes 1950 men inte har återfunnits. Den är dock så pass lik andra kantlavar (Lecanora) att den kan ha förbisetts. Den växte vid fyndet på kalkhaltiga skifferklippor vid ett vattenfall, åtföljd av arter som liten ägglav (Candelariella aurella), Lecania nylanderiana, Lecidea atrobrunnea, Lecidea auriculata och praktlav (Xanthoria elegans). Vid vattenfallet har senare hittats ett tjugotal rödlistade arter, varav forspåskrislaven även den endast är känd från denna lokal i Sverige.